# Kiskunfélegyháza
Kiskunfélegyháza je grad u istočnoj središnjoj Mađarskoj.

## Zemljopisni položaj
Nalazi se u regiji Južni Alföld. Od Budimpešte je prugom udaljen 130 km.

## Upravna organizacija
Upravno je sjedište kiškunfeleđhaske mikroregije u Bačko-kiškunskoj županiji.

## Povijest
Arheolozi su u blizini grada pronašli brojne starorimske urne i ostale artefakte.
Za vrijeme turskih osvajanja, Turci su u potpunosti razorili grad.
Tek 1743. se na mjestu nekadašnjeg grada počelo opet graditi grad i rekolonizirati stanovništvo.

## Kultura
Od značajnijih građevina su gradska vijećnica, katolička gimnazija i velika moderna župna crkva.

## Gospodarstvo
Oko grada se nalaze vinogradi, voćnjaci i polja duhana i kukuruza.

## Promet
Kiskunfélegyháza je važno željezničko čvorište.

## Stanovništvo
U Kiskunfélegyházi živi 31.404 stanovnika (2005.). Drugi je grad po broju stanovnika u županiji.

## Gradovi prijatelji
- Corund
- Braunfels
- Kjellerup
- Die
- Eeklo

## Poznate osobe
- Ferenc Móra, pisac novela
- Béla Magyari, kozmonaut
- János Vizi, skladatelj

## Galerija
- Zračni snimak gradske vijećnice

## Vanjske poveznice
- (mađ.) Službene stranice
- (mađ.) Kiskunfélegyháza hivatalos honlapja
- (mađ.) Térkép Kalauz Kiskunfélegyháza
- (mađ.) kiskunfelegyhaza.lap.hu
- (mađ.) Légifotók Kiskunfélegyházáról